# Aeropuerto Internacional de Cruzeiro do Sul
El Aeropuerto Internacional de Cruzeiro do Sul (en portugués: Aeroporto Internacional de Cruzeiro do Sul) (IATA: CZS, ICAO: SBCZ) es el aeropuerto que sirve a la localidad de Cruzeiro do Sul, en el estado de Acre al oeste de Brasil. Es el aeropuerto brasileño más occidental servida por vuelos regulares.
Es operado por Infraero y fue inaugurado el 28 de octubre de 1970.
El 22 de junio de 1992 : un VASP de carga Boeing registro 737-2A1C PP- SND en ruta desde Río Branco a Cruzeiro do Sul se estrelló en la selva , en los procedimientos de llegada a Cruzeiro do Sul. De la tripulación de 2 un ocupante murió.
El 29 de octubre de 2009 : un Cessna 208 FAB - 2725 de la Fuerza Aérea Brasileña  en ruta de Cruzeiro do Sul a Tabatinga hizo un aterrizaje de emergencia por problemas en el motor. De los 11 ocupantes, un pasajero y un tripulante murieron.